# Psicologia de l'educació

Lletra majúscula de l'alfabet grec "psi" emprada simbòlicament per representar la paraula Psicologia i la ciència de la Psicologia

La psicologia de l'educació és la branca de la psicologia que s'ocupa de l'estudi científic de l'aprenentatge humà i dels processos d'aprenentatge, tant des de perspectives cognitives com conductuals. Permet comprendre les diferències individuals en intel·ligència, desenvolupament cognitiu, afecte, motivació, autoregulació i autoconcepte i el seu paper en l'aprenentatge.
El camp de la psicologia de l'educació es basa, sobretot, en els mètodes quantitatius, incloent-hi proves i mesures, per millorar les activitats educatives en el disseny instructiu, la gestió de l'aula i l'avaluació, que serveixen per facilitar els processos d'aprenentatge en diversos entorns educatius al llarg de la vida.
La psicologia de l'educació es pot entendre en part a través de la seva relació amb altres disciplines. Està influenciada principalment per la psicologia, i manté una relació amb aquesta disciplina anàloga a la relació entre la medicina i la biologia. També està influenciada per la neurociència. La psicologia de l'educació, al seu torn, influeix en moltes especialitzacions dins dels estudis educatius, com ara el disseny instruccional, la tecnologia educativa, el desenvolupament curricular, l'aprenentatge organitzatiu, l'educació especial, la gestió de l'aula i la motivació dels estudiants.
La psicologia de l'educació contribueix a la ciència cognitiva i a la teoria de l'aprenentatge. A les universitats, els departaments de psicologia educativa solien estar en dependències de les facultats d'educació. Possiblement, això explicaria la manca de continguts de psicologia de l'educació en els llibres de text introductoris de psicologia de fa unes dècades.
La psicologia de l'educació s'ha basat en teories del condicionament operant, el funcionalisme, l'estructuralisme, el constructivisme, la psicologia humanista la psicologia de la Gestalt i el processament de la informació.
La psicologia de l'educació ha experimentat un ràpid creixement i desenvolupament com a professió en els darrers vint anys. La psicologia escolar es va iniciar, al principi del segle xx, amb el concepte de "proves d'intel·ligència" que van conduir a tenir en compte els estudiants que requerien una educació especial i que no podien seguir el currículum regular de l'aula. Un altre objectiu important va ser ajudar a escurçar la bretxa per als nens en la lluita contra la desigualtat racial i la segregació, molt ampla i instaurada a mitjans del segle XX. Tanmateix, la "psicologia escolar" en si mateixa s'ha constituït com una professió relativament nova basada en les pràctiques i teories de psicòlegs de camps diferents. Els psicòlegs educatius treballen estretament amb els psiquiatres, treballadors socials, professors, logopedes i assessors, en l'intent de donar respostes a les preguntes que es plantegen quan es combina la psicologia conductual, cognitiva i social a l'aula.

## Utilitat
Els psicòlegs educatius desenvolupen i dissenyen mètodes emprant els coneixements de la psicologia i d'altres disciplines relacionades per estudiar l'aprenentatge i l'ensenyament en situacions quotidianes. Miren d'esbrinar què és el que passa quan algú, bé sigui un professor, un pare o una mare, o bé un dispositiu (ordinador), imparteix qualsevol matèria d'ensenyament a una altra persona en un context determinat, a la classe, al treball, al gimnàs o altre lloc. Realitzen les següents tasques:
- Assessorament de les entitats, públiques i privades, en la millora del procés educatiu.
- Incorporació de les eines i les innovacions metodològiques per a la dinamització dels processos d’aprenentatge.
- Intervenció en el disseny de materials pràctics d'avaluació i programació.[7]